# Breath of Life
Breath of Life – utwór indierockowej brytyjskiej grupy Florence and the Machine. Utwór promował film pt. Królewna Śnieżka i Łowca w reżyserii Ruperta Sandersa. Wydany został 27 kwietnia 2012 roku przez wytwórnię Island Records. Utwór napisany został przez Florence Welch i Isabellę Summers, która także zajęła się jego produkcją. Utwór został także wykorzystany podczas zwiastuna serii „Harry Potter” w TVN.

## Listy przebojów
| Lista (2011)                      | Najwyższa pozycja |
| --------------------------------- | ----------------- |
| Austria (Ö3 Austria Top 40)       | 64                |
| Francja (Top 200 Singles)         | 143               |
| Wielka Brytania (Singles Top 100) | 87                |